# Culex vansomereni
Culex vansomereni är en tvåvingeart som beskrevs av Edwards 1926. Culex vansomereni ingår i släktet Culex och familjen stickmyggor. Inga underarter finns listade i Catalogue of Life.